# Finale de la Coupe d'Océanie de football 2024
La  finale de la Coupe d'Océanie de football 2024 était un match de football visant à déterminer les vainqueurs de la Coupe d'Océanie de football 2024. Il s'agissait de la dixième finale de la Coupe d'Océanie, un tournoi quadriennal disputé par les équipes nationales masculines des associations membres de la Confédération du football d'Océanie pour désigner les champions d'Océanie. Le match s'est déroulé au Stade Freshwater à Port-Vila, Vanuatu, le 30 juin 2024.

## Stade
La finale aura lieu au Stade Freshwater à Port-Vila, Vanuatu.  En décembre 2023, la Confédération du football d'Océanie a annoncé que l'édition 2024 se tiendrait à Vanuatu.  Le stade Freshwater a été choisi comme lieu final du tournoi avec les matchs du groupe B et les demi-finales. Le stade a ouvert ses portes en 2022 grâce au financement de la FIFA.
Le stade appartient à la Fédération du Vanuatu de football.  L'équipe du Vanuatu joue également occasionnellement ses matchs à domicile au stade.  Le stade Freshwater a également accueilli d'autres matchs importants, notamment plusieurs matchs de la Ligue des champions de l'OFC 2023, dont la finale entre Auckland City FC et Suva FC.

## Équipes
| Équipe           | Apparitions précédentes en finale (les gras indiquent les gagnants) |
| ---------------- | ------------------------------------------------------------------- |
| Nouvelle-Zélande | 1973, 1998, 2000, 2002, 2016                                        |
| Vanuatu          | Aucun                                                               |

## Parcours respectifs
Note : dans les résultats ci-dessous, le score du finaliste est toujours donné en premier.
| Rang | Équipe             | Pts     | J       | G       | N       | P       | Bp      | Bc      | Diff    |
| ---- | ------------------ | ------- | ------- | ------- | ------- | ------- | ------- | ------- | ------- |
| 1    | Nouvelle-Zélande   | 6       | 2       | 2       | 0       | 0       | 7       | 0       | +7      |
| 2    | Vanuatu H          | 3       | 2       | 1       | 0       | 1       | 1       | 4       | -3      |
| 3    | Îles Salomon       | 0       | 2       | 0       | 0       | 2       | 0       | 4       | -4      |
| –    | Nouvelle-Calédonie | Forfait | Forfait | Forfait | Forfait | Forfait | Forfait | Forfait | Forfait |

| Rang | Équipe             | Pts     | J       | G       | N       | P       | Bp      | Bc      | Diff    |
| ---- | ------------------ | ------- | ------- | ------- | ------- | ------- | ------- | ------- | ------- |
| 1    | Nouvelle-Zélande   | 6       | 2       | 2       | 0       | 0       | 7       | 0       | +7      |
| 2    | Vanuatu H          | 3       | 2       | 1       | 0       | 1       | 1       | 4       | -3      |
| 3    | Îles Salomon       | 0       | 2       | 0       | 0       | 2       | 0       | 4       | -4      |
| –    | Nouvelle-Calédonie | Forfait | Forfait | Forfait | Forfait | Forfait | Forfait | Forfait | Forfait |

## Match

### Détails
| 30 juin 2024       | Nouvelle-Zélande                       | 3–0 | Vanuatu | Stade Freshwater, Port-Vila                 |                                             |
| 15:00 VUT (UTC+11) | Howieson 2e · Randall 83e · Mata 90+3e |     |         | Spectateurs : 10 000 Arbitrage : Ben Aukwai | Spectateurs : 10 000 Arbitrage : Ben Aukwai |
| 15:00 VUT (UTC+11) | Rapport                                |     |         | Spectateurs : 10 000 Arbitrage : Ben Aukwai | Spectateurs : 10 000 Arbitrage : Ben Aukwai |

| Nouvelle-Zélande | Vanuatu |

| GK             | 1  | Max Crocombe      |     |     |
| RB             | 2  | Sam Sutton        |     | 73e |
| CB             | 5  | Finn Surman       |     |     |
| CB             | 4  | Tyler Bindon      | 78e | 88e |
| LB             | 13 | Liberato Cacace   |     |     |
| CM             | 8  | Alex Rufer        |     |     |
| CM             | 6  | Cameron Howieson  |     |     |
| RW             | 7  | Kosta Barbarouses |     |     |
| AM             | 11 | Elijah Just       |     | 81e |
| LW             | 14 | Ben Old           |     | 88e |
| CF             | 9  | Ben Waine         |     | 73e |
| Substitutions: |    |                   |     |     |
| DF             | 5  | Tommy Smith       |     | 73e |
| FW             | 25 | Jesse Randall     |     | 73e |
| FW             | 17 | Alex Greive       |     | 81e |
| DF             | 3  | Lukas Kelly-Heald |     | 88e |
| FW             | 21 | Max Mata          |     | 88e |
| Manager:       |    |                   |     |     |
| Darren Beazley |    |                   |     |     |

| GK                | 1  | James Iamar          |         |     |
| RB                | 3  | Timothy Boulet       | 8e, 75e |     |
| CB                | 6  | Jason Thomas         |         |     |
| CB                | 4  | Brian Kaltak         |         |     |
| LB                | 11 | Tasso Jeffrey        |         | 65e |
| CM                | 16 | John Alick           |         | 80e |
| CM                | 5  | Jared Clark          | 63e     | 80e |
| RM                | 13 | Johnathan Spokeyjack |         |     |
| LM                | 15 | Godine Tenene        |         |     |
| CF                | 14 | John Wohale          | 37e     | 80e |
| CF                | 9  | Alex Saniel          |         | 65e |
| Substitutions:    |    |                      |         |     |
| DF                | 17 | Kerry Iawak          |         | 65e |
| FW                | 18 | Kensi Tangis         |         | 65e |
| MF                | 8  | Claude Aru           |         | 80e |
| MF                | 20 | Alick Worworbu       |         | 80e |
| FW                | 21 | Joe Moses            |         | 80e |
| Manager:          |    |                      |         |     |
| Juliano Schmeling |    |                      |         |     |

| Assistants : Folio Moeaki Malaetala Salanoa Quatrième arbitre : Veer Singh Cinquième arbitre : Avinesh Narayan Homme du match : Liberato Cacace |